# Regija Valparaíso
V. regija Valparaíso (španjolski: V Región de Valparaíso) je jedna od 15 regija u Čileu. Nalazi se u središnjem dijelu zemlje na istoku regije je državna granica s Argentinom.

## Stanovništvo
U regija Valparaso živi oko 1,5 milijuna stanovnika. Gustoća naseljenosti je 94 stanovnika / km ². oko 92% stanovništva živi u urbanim područjima, a samo 8% stanovništva živi u ruralnim područjima.

## Zemljopis
Susjedne regije su na sjeveru Coquimbo, na jugu Metropolitana de Santiago, na istoku je državna granica s Argentinom, a na zapadu je Tihi ocean. 

## Administrativna podjela
Regija je podjeljena na osam provincija i 37 općina.
| Administrativna podjela regije Valparaíso | Administrativna podjela regije Valparaíso |                   |
| --- | ----------------------------------------- | ----------------- |
| \| Provincija \| Središte \| Općina \| \| ----------------------- \| ----------- \| ----------------- \| \| Isla de Pascua \| Hanga Roa \| 1 Isla de Pascua \| \| Los Andes \| Los Andes \| 2 Calle Larga \| \| Los Andes \| Los Andes \| 3 Los Andes \| \| Los Andes \| Los Andes \| 4 Rinconada \| \| Los Andes \| Los Andes \| 5 San Esteban \| \| Petorca \| La Ligua \| 6 Cabildo \| \| Petorca \| La Ligua \| 7 La Ligua \| \| Petorca \| La Ligua \| 8 Papudo \| \| Petorca \| La Ligua \| 9 Petorca \| \| Petorca \| La Ligua \| 10 Zapallar \| \| Quillota \| Quillota \| 11 Hijuelas \| \| Quillota \| Quillota \| 12 La Calera \| \| Quillota \| Quillota \| 13 La Cruz \| \| Quillota \| Quillota \| 15 Nogales \| \| Quillota \| Quillota \| 17 Quillota \| \| San Antonio \| San Antonio \| 18 Algarrobo \| \| San Antonio \| San Antonio \| 19 Cartagena \| \| San Antonio \| San Antonio \| 20 El Quisco \| \| San Antonio \| San Antonio \| 21 El Tabo \| \| San Antonio \| San Antonio \| 22 San Antonio \| \| San Antonio \| San Antonio \| 23 Santo Domingo \| \| San Felipe de Aconcagua \| San Felipe \| 24 Catemu \| \| San Felipe de Aconcagua \| San Felipe \| 25 Llaillay \| \| San Felipe de Aconcagua \| San Felipe \| 26 Panquehue \| \| San Felipe de Aconcagua \| San Felipe \| 27 Putaendo \| \| San Felipe de Aconcagua \| San Felipe \| 28 San Felipe \| \| San Felipe de Aconcagua \| San Felipe \| 29 Santa María \| \| Valparaíso \| Valparaíso \| 30 Casablanca \| \| Valparaíso \| Valparaíso \| 31 Concón \| \| Valparaíso \| Valparaíso \| 32 Juan Fernández \| \| Valparaíso \| Valparaíso \| 33 Puchuncaví \| \| Valparaíso \| Valparaíso \| 35 Quintero \| \| Valparaíso \| Valparaíso \| 36 Valparaíso \| \| Valparaíso \| Valparaíso \| 38 Viña del Mar \| \| Marga Marga \| Quilpué \| 14 Limache \| \| Marga Marga \| Quilpué \| 16 Olmué \| \| Marga Marga \| Quilpué \| 34 Quilpué \| \| Marga Marga \| Quilpué \| 37 Villa Alemana \| |                                           |                   |
| Provincija | Središte                                  | Općina            |
| Isla de Pascua | Hanga Roa                                 | 1 Isla de Pascua  |
| Los Andes | Los Andes                                 | 2 Calle Larga     |
| Los Andes | Los Andes                                 | 3 Los Andes       |
| Los Andes | Los Andes                                 | 4 Rinconada       |
| Los Andes | Los Andes                                 | 5 San Esteban     |
| Petorca | La Ligua                                  | 6 Cabildo         |
| Petorca | La Ligua                                  | 7 La Ligua        |
| Petorca | La Ligua                                  | 8 Papudo          |
| Petorca | La Ligua                                  | 9 Petorca         |
| Petorca | La Ligua                                  | 10 Zapallar       |
| Quillota | Quillota                                  | 11 Hijuelas       |
| Quillota | Quillota                                  | 12 La Calera      |
| Quillota | Quillota                                  | 13 La Cruz        |
| Quillota | Quillota                                  | 15 Nogales        |
| Quillota | Quillota                                  | 17 Quillota       |
| San Antonio | San Antonio                               | 18 Algarrobo      |
| San Antonio | San Antonio                               | 19 Cartagena      |
| San Antonio | San Antonio                               | 20 El Quisco      |
| San Antonio | San Antonio                               | 21 El Tabo        |
| San Antonio | San Antonio                               | 22 San Antonio    |
| San Antonio | San Antonio                               | 23 Santo Domingo  |
| San Felipe de Aconcagua | San Felipe                                | 24 Catemu         |
| San Felipe de Aconcagua | San Felipe                                | 25 Llaillay       |
| San Felipe de Aconcagua | San Felipe                                | 26 Panquehue      |
| San Felipe de Aconcagua | San Felipe                                | 27 Putaendo       |
| San Felipe de Aconcagua | San Felipe                                | 28 San Felipe     |
| San Felipe de Aconcagua | San Felipe                                | 29 Santa María    |
| Valparaíso | Valparaíso                                | 30 Casablanca     |
| Valparaíso | Valparaíso                                | 31 Concón         |
| Valparaíso | Valparaíso                                | 32 Juan Fernández |
| Valparaíso | Valparaíso                                | 33 Puchuncaví     |
| Valparaíso | Valparaíso                                | 35 Quintero       |
| Valparaíso | Valparaíso                                | 36 Valparaíso     |
| Valparaíso | Valparaíso                                | 38 Viña del Mar   |
| Marga Marga | Quilpué                                   | 14 Limache        |
| Marga Marga | Quilpué                                   | 16 Olmué          |
| Marga Marga | Quilpué                                   | 34 Quilpué        |
| Marga Marga | Quilpué                                   | 37 Villa Alemana  |

## Vanjske poveznice
- Službena stranica regije  Arhivirana inačica izvorne stranice od 15. lipnja 2011. (Wayback Machine)